# Zaczernie (stacja kolejowa)
Zaczernie – stacja kolejowa w Zaczerniu, w województwie podkarpackim, w Polsce. 1 marca 2007 wznowiono połączenie z Rzeszowa do Kolbuszowej. Od 13 grudnia 2009 uruchomiono połączenie Rzeszów Główny – Stalowa Wola Rozwadów.

## Ruch pasażerski
| Rok  | Wymiana pasażerska na dobę |
| ---- | -------------------------- |
| 2017 | 10-19                      |
| 2022 | 20-49                      |
| 2023 | 50-99                      |

## Ruch pociągów
Na stacji zatrzymują się pociągi Polregio w relacjach od Rzeszowa do Stalowej Woli Południe i Lublina oraz w ramach Podkarpackiej Kolei Aglomeracyjnej do Kolbuszowej i Jasionki Lotniska.